# Golden Globe Awards 1955
Die zwölfte Verleihung der Golden Globe Awards fand am 24. Februar 1955 statt.

## Preisträger und Nominierungen

### Bester Film – Drama
Die Faust im Nacken (On the Waterfront) – Regie: Elia Kazan

### Bester Film – Musical/Komödie
Carmen Jones – Regie: Otto Preminger

### Bester Film zur Förderung der Völkerverständigung
Die gebrochene Lanze (Broken Lance) – Regie: Edward Dmytryk

### Beste Regie
Elia Kazan – Die Faust im Nacken (On the Waterfront)

### Bester Hauptdarsteller – Drama
Marlon Brando – Die Faust im Nacken (On the Waterfront)

### Beste Hauptdarstellerin – Drama
Grace Kelly – Ein Mädchen vom Lande (The Country Girl)

### Bester Hauptdarsteller – Musical/Komödie
James Mason – Ein neuer Stern am Himmel (A Star Is Born)

### Beste Hauptdarstellerin – Musical/Komödie
Judy Garland – Ein neuer Stern am Himmel (A Star Is Born)

### Bester Nebendarsteller
Edmond O’Brien – Die barfüßige Gräfin (The Barefoot Contessa)

### Beste Nebendarstellerin
Jan Sterling – Es wird immer wieder Tag (The High and the Mighty)

### Bester Nachwuchsdarsteller
Joe Adams – Carmen Jones

George Nader – Die Nacht der Rache (Four Guns to the Border)

Jeff Richards – Eine Braut für sieben Brüder (Seven Brides for Seven Brothers)

### Beste Nachwuchsdarstellerin
Shirley MacLaine – Immer Ärger mit Harry (The Trouble with Harry)

Kim Novak – Eine glückliche Scheidung (Phfft)

Karen Sharpe – Es wird immer wieder Tag (The High and the Mighty)

### Bestes Drehbuch
Ernest Lehman – Sabrina

### Beste Kamera – Schwarzweiß
Boris Kaufman – Die Faust im Nacken (On the Waterfront)

### Beste Kamera – Farbe
Joseph Ruttenberg – Brigadoon

### Bester fremdsprachiger Film
Die feurige Isabella (Genevieve), Großbritannien – Regie: Henry Cornelius

La Mujer de las camelias, Argentinien – Regie: Ernesto Arancibia

Vierundzwanzig Augen (Nijûshi no hitomi), Japan – Regie: Keisuke Kinoshita

Weg ohne Umkehr, Deutschland – Regie: Victor Vicas

### Cecil B. DeMille Award
Jean Hersholt
- Joan Crawford
- Stanley Kramer

### Special Achievement Award
John Ford – „Pionier“-Preis der Filmindustrie

Herbert Kalmus – „Pionier“-Preis für den Farbfilmeinsatz

Dimitri Tiomkin – „Pionier“-Preis für die Musikbeiträge zu Kinofilmen

Anywhere In Our Time – Experimentalfilm

### Henrietta Award (Weltstar männlich)
Gregory Peck
- Marlon Brando
- Alan Ladd

### Henrietta Award (Weltstar weiblich)
Audrey Hepburn
- June Allyson
- Pier Angeli
- Doris Day